# KAJN-CD
KAJN-CD este un post de televiziune de clasă A din Lafayette, Louisiana, care difuzează în format digital pe canalul 19 UHF (canalul virtual 40). KAJN-CD și repetatoarele lor sunt deținute de Rice Capital Broadcasting Company, Inc. și au programare identică. Formatul postului este religios independent.